# Liste der Monuments historiques in Saint-Denis-du-Payré
Die Liste der Monuments historiques in Saint-Denis-du-Payré führt die Monuments historiques in der französischen Gemeinde Saint-Denis-du-Payré auf.

## Liste der Bauwerke
| Bezeichnung     | Beschreibung              | Standort | Kennzeichnung | Schutzstatus | Datum | Bild           |
| --------------- | ------------------------- | -------- | ------------- | ------------ | ----- | -------------- |
| Kirche St-Denis | Erbaut im 12. Jahrhundert | (Lage)   | PA00110309    | Inscrit      | 1991  | weitere Bilder |